# Carl Lüthje
Carl August Gustav Lüthje (* 22. Januar 1883 in Zarpen; † 11. Januar 1969 in Hamburg) war ein deutscher Radrennfahrer.

## Sportliche Laufbahn
Carl Lüthje nahm an den Olympischen Spielen 1912 in Stockholm teil. Im Einzelzeitfahren belegte er den 79. Platz.